# Patton (film)
Patton este un film american din anul 1970 care prezintă activitatea generalului George S. Patton din perioada celui de-al doilea război mondial.
Filmul a fost regizat de către Franklin J. Schaffner, după un scenariu scris de către Francis Ford Coppola și Edmund H. North. Filmul îi are ca protagoniști pe George C. Scott (care a obținut Premiul Oscar în anul 1971 pentru rolul George S. Patton din acest film), Karl Malden - în rolul generalului american Omar Bradley, Michael Bates - în rolul fedlmareșalului britanic Bernard Law Montgomery și Karl Michael Vogler - în rolul feldmareșalului german Erwin Rommel.
Acest film a obținut un număr de șapte Premii Oscar (cel mai bun film, cel mai bun actor, cel mai bun regizor, cel mai bun scenariu original, cea mai bună regie artistică, cel mai bun montaj și cel mai bun sunet) și a mai fost nominalizat și la alte trei categorii (imagine, efecte vizuale și muzică de film).
Monologul de la începutul filmului, rostit de către George C. Scott pe fundalul unui enorm steag american aflat în spatele actorului, rămâne imaginea principală și cea mai memorabilă a filmului. În ciuda mișcării de protest față de războiul din Vietnam și a scăderii interesului față de filmele despre al doilea război mondial, filmul a avut succes la public și a devenit unul dintre filmele de referință ale cinematografiei americane.
În anul 2003, Biblioteca Congresului Statelor Unite ale Americii a clasificat acest film ca "semnificativ din punct de vedere cultural" și l-a ales pentru păstrarea sa în Arhiva Națională de Film.

## Rezumat
Filmul prezintă activitatea generalului american George S. Patton (George C. Scott) în timpul celui de-al doilea război mondial, începând cu preluarea comandei forțelor americane demoralizate aflate în nordul Africii, după dezastroasa bătălie din pasul Kasserine (Tunisia). El a participat la invadarea Siciliei din anul 1943 și s-a confruntat cu egocentricul general britanic Bernard Law Montgomery în încercarea de a captura portul sicilian Messina. După ce a eliberat orașul înaintea lui Montgomery (căruia i se oferise această onoare de către aliați), Patton a fost eliberat de la comandă pentru că a pălmuit un soldat într-un spital de campanie. Acest incident, împreună cu tendința sa de a vorbi liber în fața presei, au dus la o serie de tensiuni cu comandamentul armatei americane și la eliminarea generalului Patton de la debarcarea în Normandia.
Ulterior, el îl imploră pe fostul său subordonat, generalul Omar Bradley (Karl Malden), să-i dea comanda unei armate înainte de sfârșitul războiului. I se dă comanda Armatei a III-a și se distinge prin eliberarea rapidă a nordului Franței și ulterior a orașului cheie Bastogne în cursul bătăliei de la Bulge. Apoi, Patton sparge blocada germană și ajunge cu armata sa în Germania.
Filmul prezintă unele dintre acțiunile controversate ale lui Patton, cum ar fi remarcile sale făcute după căderea Germaniei, când i-a comparat pe naziști cu majoritatea republicanilor și democraților din SUA, precum și afirmația sa că America și Marea Britanie ar putea domina lumea postbelică, din care presa a dedus că acesta i-a insultat pe aliații ruși.
Generalul crede în reîncarnare, rămânând în același timp un devotat creștin. Într-o secvență din film, în cursul campaniei din nordul Africii, Patton își ia ofițerii apropiați într-o excursie neașteptată la locul anticei batălii de la Zama dintre cartaginezi și romani. Acolo prezintă aspecte din bătălie, insistând față de generalul Omar Bradley că el s-a aflat atunci în acel loc. Deși filmul îl prezintă ca pe un geniu militar, nu sunt ascunse față de public și aspectele întunecate ale caracterului lui Patton, elitismul, aroganța și brutalitatea.

## Rolurile principale
- George C. Scott - Generalul George S. Patton
- Karl Malden - Generalul Omar Bradley
- Ed Binns - Generalul Walter Bedell Smith
- Michael Strong - Generalul Hobart Carver
- John Doucette - Generalul Lucian K. Truscott
- Karl Michael Vogler - Feldmareșalul Erwin Rommel
- Richard Münch - Generalul Alfred Jodl
- Siegfried Rauch - Căpitanul Oskar Steiger
- Michael Bates - Feldmareșalul Sir Bernard Law Montgomery
- Jack Gwillim - Generalul Sir Harold Alexander
- Paul Stevens - Colonelul Charles R. Codman
- Frank Latimore - Lt. Colonelul Henry Davenport
- Stephen Young - Căpitanul Chester B. Hansen
- Morgan Paull - Căpitanul Richard N. Jenson

## Producția

### Obiecțiile familiei generalului Patton
De-a lungul timpului, au avut loc câteva încercări de a face un film despre viața lui Patton, primele datând din anul 1953. Familia lui Patton a fost contactată de către producători pentru a-i ajuta la realizarea filmului. Aceștia au cerut să aibă acces la jurnalele de front ale lui Patton și la scrisorile trimise familiei de către general. Întâmplător, ziua în care ei au cerut familiei jurnalele a fost ziua ulterioară înmormântării lui Beatrice Ayer Patton, văduva generalului. După acest moment, familia s-a declarat împotriva realizării filmului și a refuzat să acorde vreun ajutor producătorilor.
În ciuda acestei situații, scenariștii Francis Ford Coppola și Edmund H. North au scris scenariul filmului pornind de la două lucrări biografice: Patton: Ordeal and Triumph de Ladislas Farago și A Soldier's Story de Omar Bradley. Abia în anul 2005, manuscrisul soției lui Patton, intitulat "Button Box", a fost publicat de către familie, împreună cu cartea The Button Box: A Daughter's Loving Memoir of Mrs. George S. Patton., publicată postum de către Ruth Ellen Patton Totten, fiica generalului.

### Filmările
Inițial, rolul generalului Patton i s-a oferit actorului Rod Steiger, dar acesta a refuzat spunând că nu dorește să glorifice războiul. După ce a văzut filmul, el a afirmat că refuzul de a juca acest rol a fost cea mai mare greșeală făcută în întreaga sa carieră. Rolul a fost atribuit apoi actorului George C. Scott, care a câștigat Premiul Oscar.
Filmul Patton începe cu faimosul discurs al generalului Patton către soldații Armatei a III-a, discurs ce are loc sub un imens steag american. În anul 1970, filmul a fost controversat pentru publicul american, pentru că prezenta clar idei războinice într-o epocă în care mulți tineri manifestau împotriva războiului din Vietnam.
Scenariștii filmului au trebuit să înlocuiască unele cuvinte folosite de către Patton în discurs deoarece conțineau aluzii sexuale evidente și puteau duce la retragerea filmului de către autorități; în monologul de la început, cuvântul "fornicating" a înlocuit termenul "fucking" când Patton critică ziarul Saturday Evening Post. Interesant este și faptul că vocea gravă a lui Scott este practic opusă celei a lui Patton, care avea o tonalitate înaltă.
În discursul său, Patton afirmă (atât în viață, cât și în film) că "Americanii nu au pierdut niciodată și nu vor pierde niciodată un război." Istoricul Shelby Foote a observat că acest fapt este un lucru ce stârnește mirare, deoarece bunicul lui Patton a luptat pentru Armata din Virginia de Nord în timpul războiului civil din America, făcând parte din tabăra învinșilor.
Când Scott își învăța monologul de început, el a refuzat inițial să-l rostească, pentru că credea că acesta ar umbri restul interpretării sale.  Astfel, regizorul Frank Schaffner l-a mințit asigurându-l că monologul va fi rostit la sfârșitul filmului. Monologul a fost filmat într-o cameră de la subsol pentru amplificarea ecoului.
Toate medaliile și decorațiile văzute pe uniforma lui Patton din monolog sunt replici identice ale celor primite de generalul Patton. Totuși trebuie menționat că generalul nu le-a purtat niciodată pe toate în public. Patton le-a purtat pe toate într-o singură ocazie, în curtea casei sale din Virginia la cererea soției sale, care voia să aibă o fotografie a lui cu toate medaliile primite. Producătorii filmului au folosit o copie a acestei fotografii pentru a recrea imaginea sa din scena de la început. De asemenea, revolverele cu mâner de fildeș purtate de Scott în această scenă chiar au fost ale lui Patton, fiind împrumutate de la Muzeul Patton.

### Locul filmărilor
Întregul film a fost tunat în Spania, cu excepția unei scene filmate în Tunisia în care Patton vizitează ruinele Cartaginei. Scenele a căror acțiune are loc în Africa și Sicilia au fost turnate în sudul Spaniei, în zona militară dezafectată de la Pamplona și în zona montană din Urbasa, Almería și Segovia, cu sprijinul echipelor de cineaști spanioli.
Scenele de iarnă a căror acțiune are loc în Franța au fost filmate în apropiere de Madrid (producătorii filmând în mare grabă deoarece fuseseră informați că zăpada urmează să se topească).

### Anacronisme
Ca și celelalte filme de război contemporane, în Patton au fost folosite foarte puține tancuri din perioada celui de-al doilea război mondial. Tancurile din film au fost puse la dispoziția producătorilor de către Armata Spaniolă, care a contribuit la realizarea filmărilor. Ei au pus la dispoziție tancurile M41 Walker Bulldog, M46 Patton și M47 Patton pentru armata americană, tancuri M24 Chaffee pentru cea britanică, și tancuri M48 Patton pentru armata germană. Dintre aceste mașini de război, doar modelul M24 Chaffee a fost folosit în cel de-al doilea război mondial, deși nu de către britanici. În realitate, generalul Patton a comandat tancuri M-4 Sherman și, apoi la sfărșitul războiului, M-26 Pershing.
Aeroplanele spaniole CASA 2.111 au fost de asemenea utilizate în unele scene. Acestea erau versiuni modificate substanțial ale aeroplanelor germane Heinkel He 111, folosite frecvent de către Luftwaffe în cel de-al doilea război mondial. În film, au fost folosite mașini M38 Jeep din anii '50 și camioane de transport M35 din anii '60 (atât de către americani, cât și de nemți).
Într-o altă scenă, este desfășurată o hartă a Europei pe fundal, în care apar delimitate hotarele postbelice.

## Premii
- Premiul Oscar pentru cel mai bun film (1971)
- Premiul Oscar pentru cel mai bun actor (1971) - George C. Scott în rolul George S. Patton - (premiul a fost refuzat de interpret)
- Premiul Oscar pentru cea mai bună regie artistică (1971) - Urie McCleary, Gil Parrondo, Antonio Mateos și Pierre-Louis Thévenet
- Premiul Oscar pentru cel mai bun regizor (1971) - Franklin J. Schaffner
- Premiul Oscar pentru cel mai bun montaj (1971) - Hugh S. Fowler
- Premiul Oscar pentru cel mai bun sunet (1971) - Douglas O. Williams, Don J. Bassman
- Premiul Oscar pentru cel mai bun scenariu original (1971) - Francis Ford Coppola, Edmund H. North
- Nominalizat la Premiul Oscar pentru cea mai bună imagine (1971) - Fred J. Koenekamp
- Nominalizat la Premiul Oscar pentru cele mai bune efecte vizuale (1971) - Alex Weldon
- Nominalizat la Premiul Oscar pentru cea bună muzică de film (1971) - Jerry Goldsmith
- Globul de Aur pentru cel mai bun actor - George C. Scott - 1971
- Nominalizat la Globul de Aur pentru cel mai bun film - 1971
- Nominalizat la Globul de Aur pentru cel mai bun regizor - Franklin J. Schaffner - 1971
- Premiul National Board of Review (SUA) - Cel mai bun film - 1971
- Premiul National Board of Review (SUA) - Cel mai bun actor - George C. Scott - 1971
- Premiul Kansas City Film Critics Circle - Cel mai bun film - 1971
- Premiul Kansas City Film Critics Circle - Cel mai bun actor - George C. Scott - 1971
- Nominalizat la Premiul BAFTA pentru cel mai bun actor - George C. Scott - 1971
- Nominalizat la Premiul BAFTA pentru cel mai bun sunet - Don Hall, Douglas O. Williams, Don J. Bassman - 1971
- Premiul Laurel pentru cel mai bun actor în rol principal - George C. Scott - 1971
- Premiul Laurel pentru cel mai bun compozitor de muzică de film - Jerry Goldsmith - 1971
- Premiul Laurel pentru cel mai bun operator de film - Fred J. Koenekamp - 1971
- Premiul Laurel pentru cea mai bună imagine - 1971
- Premiul Laurel (locul II) pentru cel mai bun actor în rol secundar - Karl Malden - 1971
- Premiul Eddie al Editorilor de Film din America pentru cel mai bun montaj - Hugh S. Fowler - 1971
- Premiul DGA al Regizorilor de Film din America - Franklin J. Schaffner (regizor principal), Eli Dunn (regizor asistent) și José López Rodero (regizor asistent) - 1971
- Premiul Golden Reel Award al Operatorilor de Sunet de Film din America - 1971
- Premiul National Society of Film Critics Awards pentru cel mai bun actor - George C. Scott - 1971
- Premiul New York Film Critics Circle Awards pentru cel mai bun actor - George C. Scott - 1970
- Premiul Writers Guild of America - Francis Ford Coppola, Edmund H. North - 1971

## Citate memorabile
- Vreau să vă amintiți că nici un nenorocit nu a câștigat vreodată un război murind pentru țara lui. L-a câștigat făcând pe alți săraci nenorociți să moară pentru țara lor. (George S. Patton)
- Americanilor le place să lupte. Toți americanii adevărați iubesc provocarea unei bătălii. Când ați fost copii cu toții ați admirat campionul la aruncatul cu pietre, cel mai rapid alergător, jucătorii din liga profesionistă, cel mai tare boxer. Americanii iubesc învingătorii și nu o să tolereze învinșii. Americanii joacă pentru a câștiga tot timpul. Nu dau o ceapă degerată și nu le pasă de cei care pierd. De aceea americanii nu au pierdut și nu vor pierde vreodată un război, pentru că urăsc până și gândul că pot pierde. (George S. Patton)
- Să știți că mi-e chiar milă de săracii împotriva cărora vom lupta. Pe bunul Dumnezeu chiar că îmi e. Noi nu doar o să tragem în ei, ci o sa le scoatem mațele de vii și o să ungem cu ele urmele tancurilor noastre. O să-i ucidem pe acei nenorociți în număr mare. Câțiva dintre voi, băieți, cu siguranță că vă întrebați dacă nu cumva o să vă panicați în luptă. Nu vă fie frică. Vă asigur că toți o să vă faceți datoria. Naziștii sunt inamicii. Dați iama în ei! Vărsați-le sângele! Împușcați-i în stomac! Când o să vă băgați mâna în niște bucăți de carne care mai înainte era fața celui mai bun prieten, o să știți ce aveți de făcut. O să-i ținem de nas și o să le dăm șuturi în fund. O să-i lovim de o să le meargă fulgii și o să trecem prin ei ca prin brânză. (George S. Patton)
- Mai e un lucru pe care o să-l puteți spune când veți ajunge acasă și ar trebui să-i mulțumiți lui Dumnezeu pentru aceasta. Peste treizeci de ani, când veți sta lângă foc cu nepoții pe genunchi și ei o să vă întrebe: Ce ai făcut în cel de-al doilea război mondial? Nu o să trebuiască să le spuneți: Păi, am lopătat rahat în Louisiana.  (George S. Patton)
- Îmi amintesc că nimic nu mă înspăimânta mai tare decât ideea unui glonte care se îndrepta direct spre nasul meu. Nu știu de ce, dar imaginea unui glonte venind direct spre nasul meu era cea mai oribilă posibilitate pe care mi-o puteam închipui. (George S. Patton)
- Frontul de luptă a fost aici. Cartaginezii își apărau orașul fiind atacați de trei legiuni romane. Au fost viteji, dar nu au rezistat. Au fost masacrați. Femeile arabe i-au dezbrăcat de haine, de săbii și lănci, i-au lăsat întinși, goi în soare acum 2000 de ani. Am fost aici. (George S. Patton la ruinele Cartaginei)
- Patton e un om din secolul șaisprezece. Pot să vă dau un exemplu? "Pe o stradă întunecată din New York în 1922, purtând o cravată albă și cozi, Patton a văzut trei bărbați împingând o tânără într-un camion. S-a dat jos din mașina lui, a făcut rost de un revolver și i-a amenințat cu pistolul ca să o elibereze pe fată". S-a aflat mai apoi că fata era logodnica unuia dintre bărbați. Doar o ajutau să se urce în camion. Ce poate fi mai convingător? (...) Don Quijote a adus șase mercenari din Toledo să-i salveze virtutea Dulcineei! (...) Patton e un luptător romantic pierdut în timpurile noastre. Secretul lui Patton e trecutul. O să urzească un atac în Sicilia pentru că așa au făcut atenienii! (căpitanul Oskar Steiger descriindu-l pe Patton)
- Rommel e acolo undeva în deșert așteptându-mă. (...) Știi, dacă aș putea, le-aș trimite acelor genii nenorocite o invitație gravată în perimetru iambic. O invitație de două strofe să mă întâlnească singur în deșert. Rommel în tancul său și eu în al meu. Ne-am opri la 20 de pași. Am coborî, ne-am strânge mâinile, apoi ne-am război numai noi doi. Acea bătălie ar trebui să decidă rezultatul războiului. (George S. Patton)
- La dracu, ești doar un laș nenorocit. Taci! Nu vreau să am un gălbejit nenorocit plângând în fața acestor bravi oameni răniți. Taci! Nu-l pot suporta pe bastardul ăsta. Nu are nimic. Nu vreau ca niste nenorociți la care le e frică de luptă să împută acest loc de onoare. Pleci înapoi pe front, prietene. Poate o să fii împușcat sau omorât, dar o să mergi la luptă. Sau o să te trimit în fața plutonului de execuție. Ar trebui să te împușc chiar eu, nenorocitule! Scoateți-l de aici! Trimiteți-l direct pe front! M-ai auzit? Laș afurisit! Nu vreau lași în armata mea. (George S. Patton adresându-se către un soldat care se plângea că-l lasă nervii)
- Sunt predestinat să îndeplinesc lucruri mărețe. Ce? Nu știu. Dar acest ultim incident este atât de trivial ca natură și cu un efect așa teribil. Nu poate fi un accident. Trebuie să fie mâna lui Dumnezeu. Ultima mare șansă dintr-o viață, toată lumea e în război și eu plec? Dumnezeu nu va permite să se întâmple asta! Trebuie să mi se permită să-mi îndeplinesc destinul! O să fie îndeplinit. (George S. Patton după eliberarea de la comandă)
- Am avut un vis aseară. În visul meu mi-a venit că chiar acum tot Reich-ul nemțesc e al meu doar să-l cuceresc. Acum am exact instrumentul potrivit, în momentul potrivit al istoriei și exact la locul potrivit. Un moment ca acesta nu se mai ivește doar o dată la 1000 de ani. Am nevoie doar de câțiva galoni mizerabili de benzină. În momentul acesta, punctul critic e aici. În 10 zile putem fi în Berlin. (George S. Patton după ce a fost oprit din ofensivă de comandanții săi și a trebuit să cedeze trupelor britanice benzina pentru blindatele acestora)
- E un singur mod în care un soldat de profesie ar trebui să moară. De ultimul glonte din ultima luptă din ultimul război. (George S. Patton, vorbind despre destinul soldatului de profesie)
- Acum mai bine de 1000 de ani, cuceritorii romani se întorceau din război încântați de onoarea triumfului, întâmpinați de parade tumultuoase. La procesiuni veneau trompetiști, muzicieni și animale ciudate aduse din teritoriile cucerite, împreună cu care pline cu bogății și armele capturate. Cuceritorul conducea un car triumfal, prizonieri umili mergeau în lanțuri prin fața lui. Câteodată, copiii lui, îmbrăcați în robe albe, stăteau cu el în car, sau călăreau în urma lui. O sclavă stătea în spatele cuceritorului ținând o coroană de aur în mână, șoptindu-i la ureche un avertisment, că gloria e trecătoare. (George S. Patton, monolog din finalul filmului)